# Hermann Kalkoff
Hermann Kalkoff (* 23. September 1876 in Freiburg im Breisgau; † 19. Oktober 1937 in Berlin) war ein liberaler deutscher Parteifunktionär, Publizist und Verleger.
Als Generalsekretär der Nationalliberalen Partei und als Vorstandsmitglied der Deutschen Demokratischen Partei war er im späten Kaiserreich und in der Weimarer Republik einflussreich. Er wirkte als politischer Organisations- und Kommunikationsmanager, Medienpolitiker der zweiten Reihe sowie als Aufsichtsrat, Vorstand und Geschäftsführer verschiedener Firmen.
Viele prominente Politiker des Kaiserreichs und der Weimarer Republik publizierten in Kalkoffs Verlagen. Zu seinen Gründungen gehören Buchhandlung der Nationalliberalen Partei, Reichsverlag Hermann Kalkoff, Zeitfragenverlag, Verlag für Bevölkerungsfragen, Demokratischer Verlag, Verlag Neuer Staat und Antiqua Verlag.
Kalkoff war persönlich Herausgeber der Zeitschriften Deutsche Stimmen, Nationalliberale Blätter, Wegweiser für das werktätige Volk und Das Demokratische Deutschland.

## Leben
Kalkoff stammte aus Baden. Über seine Herkunft, Jugend und Ausbildung, seine Ehe, Kinder und weiteren Familienverhältnisse ist nichts bekannt.
Sein jüngerer Bruder Otto Kalkoff (* 3. Dezember 1887 in Freiburg im Breisgau; † unbekannt), ein Experte für Werbung, war ebenfalls in Verlagen tätig. Die Brüder arbeiteten zeitweise zusammen (siehe unten).
Sein Schwiegersohn war der Flugpionier Antonius Raab, dessen Unternehmensgründung er finanziell unterstützte. Kalkoff wurde 1925 Gründungsteilhaber der Raab-Katzenstein-Flugzeugwerke GmbH (RaKa), Kassel-Bettenhausen.

## Wirken im Kaiserreich

### Parteimanager
Von 1902 bis 1918 war Kalkoff Angestellter der Nationalliberalen Partei in der Ära des Partei- und Reichstagsfraktionsvorsitzenden Ernst Bassermann, der wie Kalkoff aus Baden stammte. Kalkoff stand Bassermann nahe. Ab 1. November 1906 war Kalkoff stellvertretender Generalsekretär und Chef der Organisationsabteilung.
Die Partei hatte zwei, zeitweise drei Generalsekretäre, die sich im Zentralbüro in der Wilhelmstraße die Aufgaben teilten. Während nacheinander Paul Fuhrmann, Paul Breithaupt und Otto Hugo die politische Gremienführung und Außenvertretung übernahmen, war Kalkoff für das interne Management zuständig. Kalkoff leitete die Finanzen, betreute Spender und orchestrierte reichsweite Sammelkampagnen.
In Kalkoffs Amtszeit starteten die Nationalliberalen eine „erstaunliche Organisationsoffensive“ (Historiker Axel Grießmer) mit neuem Parteistatut (1905) und dem Ziel, aus der Honoratiorenpartei eine öffentlichkeitswirksame, mobilisierungsfähige Mitgliederpartei zu entwickeln und „dem modernen politischen Betrieb anzunähern“. 1907 entstand unter Kalkoffs Leitung das ersten Organisationshandbuch der Partei, dem bis 1914 fünf weitere folgten. Das war ein Novum, denn es setzte die exakte Erfassung von Organisationseinheiten und Mitgliederstatistiken voraus und war deshalb eine wesentliche Leistung, die selbst die straff geführte SPD erst ein Jahr zuvor erreicht hatte.
Am 24. März 1910 entging Kalkoff einem „Revolverattentat“, das möglicherweise eher ein Schießunfall als ein politischer Anschlag war. Er reiste gemeinsam mit dem weiteren Generalsekretär Breithaupt und Richard Krüger vom Deutschen Bauernbund in einem Zug nach Berlin, als bei Biessellen (heute Biesal) vor Kalkoff ein Geschoss die Scheibe zerbrach, ihn mit Glassplittern überschüttete und in die Sitzpolster drang. Die drei Politiker blieben unverletzt.
Im Juni 1912 wurde Kalkoff in eine Affäre in der Parteizentrale verwickelt. Schwerindustrielle Kreise waren mit der nach links tendierenden Oppositions- und Bündnispolitik Bassermanns nicht einverstanden und initiierten eine Abspaltung, den Altnationalliberalen Reichsverband. Dort sollte Kalkoffs bisheriger Kollege, Generalsekretär Paul Fuhrmann, die Geschäfte führen. Vor seinem Ausscheiden versuchte er, vertrauliche Spender- und Mitgliederdaten mitzunehmen, und wies Sekretärinnen der Parteigeschäftsstelle an, lange Namens- und Adresslisten zu kopieren. Kalkoff entdeckte und stoppte dies. Der Vorgang wurde öffentlich, und das Vertrauen der Spender und Mitglieder zur Parteizentrale wurde stark erschüttert. Kalkoff bestritt vor dem Vorstand allerdings, dass irgendwelche Listen in die Hände der Altliberalen gekommen seien.

### Anfänge als Verleger
Mit der neuen Organisationsarbeit begann die Partei zugleich, „auf agitatorischer Ebene ihr bisheriges Phlegma abzustreifen“ (Historiker Axel Grießmer). Im Oktober 1906 wurde, bereits mit Blick auf die nächsten Reichstagswahlkämpfe, unter Kalkoffs Leitung als Parteiverlag die Schriftenvertriebsstelle der Nationalliberalen Partei gegründet.
Für das NLP-Zentralbüro gab Kalkoff die Wochenzeitschrift Deutsche Stimmen : Wochenblatt für die nationalliberale Partei heraus, die 1906 im Titel Nationalliberale Blätter : deutsche Stimmen aufging. 1911 kam als Pressedienst die Nationalliberale Correspondenz : offizielles Organ der Nationalliberalen Partei Deutschlands (NVLC) hinzu.
Jahrzehntelang war die Berliner National-Zeitung die führende nationalliberale Tageszeitung. Das traditionsreiche Blatt fiel um 1900 im Wettbewerb mit den modernen Massenzeitungen jedoch stark zurück und wurde von der Partei stark subventioniert. In der Krise des Blattes übernahm Kalkoff 1906/07 bei der Nationalzeitung Gesellschaft mbH die Gesamtprokura, wurde also quasi Verlagsleiter.
Um den Vertrieb zu stärken, wurde im November 1906 eine Verlags- und Sortimentsbuchhandlung gegründet, die sich im Buch- und Zeitschriftenmarkt von der Leipziger Buchgroßhändlerfirma F. Volckmar professionell vertreten ließ. Die NLP-Generalsekretäre Hermann Kalkoff und Paul Breithaupt wurden Ko-Geschäftsführer der Buchhandlung der Nationalliberalen Partei Gesellschaft mbH, als deren Gegenstand „Betrieb einer Verlags- und Sortimentsbuchhandlung zum Zwecke der Verbreitung der Grundsätze der Nationalliberalen Partei durch Bücher und Schriften“ eingetragen wurde. Vorbild und Rivale war der 1890 gegründete Volksverein für das katholische Deutschland in Mönchengladbach, der für die Zentrumspartei erfolgreich Informations- und Bildungsarbeit auf volkstümlicher Basis leistete und Schriften in Millionenauflagen verbreitete.
Während sich die Schriftenvertriebsstelle auf klassische Parteiliteratur beschränkte (Handbücher, Fraktionsberichte, Parteiprogrammatik, Wahlkampfliteratur, Reden), sollte die Verlagsbuchhandlung möglichst volksnah ein breiteres politisches, staatsbürgerliches und volkswirtschaftliches Programm liberaler Autoren vertreiben.
Unter Kalkoffs Leitung stieg der Umsatz an Druckschriften, die Parteiuntergliederungen günstig bei der Zentrale kaufen konnten, von 7500 Mark 1905 auf 87.000 Mark drei Jahre später. Von 1908 bis 1915 wurden 6,337 Mio. Flugschriften, 1,384 Mio. Broschüren und Handbücher sowie 1,134 Mio. Exemplare der Wochenzeitung Deutsche Stimmen abgesetzt, so Kalkoff im Verlagsbericht Die nationalliberale Parteiliteratur 1906 bis 1916. Das Vertriebssystem fußte auf 2000 Parteivereinen mit 283.000 Mitgliedern. Der Gesamtumsatz habe 675.000 Mark, im Jahresdurchschnitt 75.000 Mark betragen.
Bereits 1909 wurde deutlich, dass die Konstruktion einer Buchhandlung unternehmerisch nicht ausreichte. Kalkoff initiierte stattdessen die Überführung in ein neues, von ihm 1914 gegründetes und vollständig selbst kontrollierten Verlagsunternehmen: dem Reichsverlag Hermann Kalkoff.
Der Krieg brachte innenpolitisch den „Burgfrieden“, Wahlen und Parteienwettbewerb wurden ausgesetzt. Kalkoff steuerte die Publizistik nun verstärkt ins Volkstümliche. Viele Publikationen waren speziell dafür gedacht, als „Liebesgaben“ von Personen, Unternehmen und Vereinen zu den Soldaten ins Feld geschickt zu werden.
Während der Kriegsjahre war Kalkoff Herausgeber der Zeitschrift Wegweiser für das werktätige Volk. Sie erschien jeden Monat mit einer monothematischen Ausgabe. Neben aktuellen Aufsätzen, die sich vorrangig um Kriegsziele, Kriegsverlauf, Kriegswirtschaft und Kriegsfürsorge drehten, schrieben die Autoren historische Porträts (Bismarck, Tirpitz, Wilhelm II., Rudolf von Bennigsen, Emanuel Geibel, Götz von Berlichingen, Hermann Löns, deutsche Wirtschaftskapitäne). Der Greifswalder Professor Ludwig Bergsträsser, mit dem Kalkoff später eine Zeitschrift herausgab, steuerte ein auflagenstarkes Brevier bei, das dem Zeitungsleser das Verständnis außenpolitischer Zusammenhänge erleichtern sollte.
Zu den Autoren des Reichsverlags, der bis in die Jahre der Weimarer Republik tätig war, gehörten Wilhelm Arning, Walter Bacmeister, Richard Bahr, der NLP-Vorsitzende Ernst Bassermann, Karola Bassermann, Professor Ludwig Bergsträsser, Karl Böhme, Heinrich Borchard, Richard van der Borght, Paul Breithaupt, Josef Buchhorn, Herbert Conrad, Arthur Dix, Otto Eberhard, Anton Erkelenz, Erich Faculeit, Ludwig Fahrenkrog, Robert Friedberg, Arthur Friedrich, Elfriede Graudenz, Richard Greupner, Karl Haack, Bruno Heinemann, Wilhelm Jacob, Karl Jacobi, Richard Jacobi, Erich Jacubeit, Wilhelm von Jecklin, Arthur Jung (Chefredakteur des Kölner Stadt-Anzeigers), der Reformationshistoriker Paul Kalkoff, Otto Kaysser, Otto Keinath, Paul Landau, Otto Löffler, Hans Lüdersdorff, Hugo Linschmann,  der Industrieverbandsmanager Johannes März (Nachfolger Stresemanns im Verband Sächsischer Industrieller), Paul lfred Merbach, Josef Neumann, Karl Ludwig von Oertzen, Willy Pastor, Hugo Rachel, Jacob Wilhelm Reichert, Otto Riebicke, Hans Roeseler, Wilhelm Karl de La Sauce, Emma Seiffert, Eugen Schiffer, Kurt Schindowski, Gustav Schneider, Paul Friedrich Schröder, Wilhelm Spickernagel, Eduard Spieß, Hermann Steinert, Arthur Strauss, Gustav Stresemann, Albert Unter-Harnscheidt, der Sozialdemokrat und Deutschamerikaner Louis Viereck, der Erziehungsdirektor des Berliner Oskar-Helene-Heims Hans Würtz, Paul Zimmermann vom Reichsverband der Vereine der nationalliberalen Jugend.
Im November 1916 gab Kalkoff für seinen Reichsverlag an, seine Schriften hätten eine Gesamtauflage von 2,311 Millionen Exemplaren erreicht.
1917 gab Kalkoff zum 50-jährigen Parteigründungsjubiläum ein umfangreiches biographisches Nachschlagewerk heraus, das noch heute ein wichtiges Referenzwerk für Historiker ist: Nationalliberale Parlamentarier des Reichstages und der Einzellandtage, 1867-1917. Das Buch verzeichnete auf fast 500 Seiten 2184 Abgeordnete. Neben Beiträge zur Parteigeschichte vom Professor der Universität Leipzig, Erich Brandenburg, stellte Kalkoff Wahl- und Parteistatistiken, Berufsstatistiken der Parlamentarier und Mitgliederverzeichnisse aller Fraktionen mit 24 Bildtafeln. Kalkoff widmete das Werk dem Vorsitzenden des Geschäftsführenden Ausschusses, Robert Friedberg, „in Verehrung“.
Die von nationalistischen und alldeutschen Kräften beeinflusste NLP tendierte, besonders ausgeprägt bei Gustav Stresemann, in den Kriegsjahren zum Annexionismus. Das spiegelte Kalkoffs Reichsverlag wider, der in den Kriegsjahren zahlreiche scharfmacherische, auf einen Siegfrieden mit territorialen Eroberungen zielende Pamphlete und Bücher veröffentlichte, die zur annexionistischen Literatur gezählt werden müssen. So publizierte Stresemann hier im Oktober 1916 seine Aufsatz- und Redensammlung Michel horch, der Seewind pfeift…! Kriegsbetrachtungen.
Im März 1916 gründete Kalkoff zusätzlich zum Reichsverlag Hermann Kalkoff als weiteren Verlagsarm den Zeitfragen-Verlag Hermann Kalkoff, der aber erst nach Kriegsende wirklich aktiv wurde. Hinzu kam 1916 der kurzlebige Verlag für Bevölkerungsfragen Hermann Kalkoff, in dem Titel zu Demographie und Volksgesundheit im Kontext des kriegsbedingten Männerverlustes erschienen. Hier erschienen wohl nur zwei Werke von Siegfried Dyck und Friedrich Robert.
Die Auseinandersetzungen um die Friedensresolution des Reichstags führte zu einer innenpolitischen Radikalisierung, aus denen im September 1917 die neue Deutsche Vaterlands-Partei (DVLP) hervorging. Sie bekam schnell Zulauf aus dem liberalen Lager. Während die Fortschrittliche Volkspartei strikt jede Zusammenarbeit ablehnte, bot der Vorstand der Nationalliberalen Partei seine Kooperation an und stellte Parteimitgliedern eine Doppelmitgliedschaft frei. In diesem Kontext ist es zu verstehen, dass Kalkoff – weiterhin Generalsekretär der NLP – im Frühjahr 1918 in seinem Verlagshaus den Schriftenverlag der Deutschen Vaterlands-Partei eröffnete. Er sei später Mitglied der DVLP geworden, so der Historiker Heinz Hagenlücke. In diesem DLVP-Verlag erschien 1917–18 eine Redensammlung Die Nationalliberalen und die Deutsche Vaterlandspartei, Pamphlete von Otto Gramzow, Pfarrer Richard H. Harder, Pfarrer Adolf Kappus, das Vaterlands-Jahrbuch 1919 sowie als Pressedienst die Mitteilungen der Deutschen Vaterlands-Partei Korrespondenz für die Organisationen und für die Presse.
Es ist nicht klar, ob diese Verlagstätigkeit einschließlich der offensichtlichen Interessenkonflikte zu Kalkoffs Abschied beitrugen. Im Herbst 1918 war die DLVP bereits in Auflösung begriffen.
Kalkoff schied am 1. Oktober 1918 als Generalsekretär aus – offiziell, um sich völlig seinem Reichsverlag zu widmen. Seine Stelle wurde nicht wieder besetzt, so dass sein Kollege Otto Hugo bis zur Auflösung der NLP nach der Novemberrevolution als einziger Generalsekretär verblieb.
Im Reichsverlag erschien von 1916 bis 1918 die Zeitschrift Deutsches Schaffen als amtliche Monatsschrift des Verbands Deutsche Arbeit, der sich „zur Förderung deutschen Schaffens und zur Bekämpfung der Fremdtümelei im Warenverkehr“ bekannte. Der am 21. November 1914 gegründete Verband waren rund 600 Mitglieder, darunter 50 Kammern, Verbände und Behörden zusammengeschlossen. Diese Lobby setzte sich für die Bevorzugung deutscher Produkte im Inlandsmarkt und ihren außenhandelspolitischen Schutz, also Protektionismus, ein.
Im Reichsverlag erschien 1918 die kurzlebige Reihe Schriften der Vereinigung zur Förderung Deutscher Wirtschafts-Interessen im Ausland, in der der Geschäftsführer der Industrie- und Handelskammer Düsseldorf und Nationalökonom Lampertus Otto Brandt eine Streitschrift gegen die in der Kriegswirtschaft geschaffenen Monopole und Kartelle und ein Plädoyer für mehr Marktwirtschaft und Wettbewerb publizierte.

## Wirken in der Weimarer Republik

### Parteivorstand
Nach der Revolution hoffte Kalkoff wie viele Nationalliberale auf einen Schlussstrich unter die jahrzehntelange Spaltung des deutschen Liberalismus in freisinnige und nationalliberale Organisationen. Er schloss sich der Deutschen Demokratischen Partei (DDP) an, die Mitte November 1918 gegründet wurde. Damit bekannte er sich ausdrücklich zur Republik und zum demokratischen Neuanfang. Seinem bisherigen Parteifreund Gustav Stresemann, dem die Mitgliedschaft bei der Neugründung verwehrt wurde, folgte er nicht in die neue Deutsche Volkspartei (DVP). Vielmehr warb er bei anderen Nationalliberalen dafür, in die DDP einzutreten. Kalkoff unterzeichnete im Dezember 1928 den Prominenten-Aufruf „An unsere nationalliberalen Parteifreunde!“, der reichsweit in Zeitungen erschien und für die Mitgliedschaft in der DDP warb.
Im November 1918 war Kalkoff ehrenamtlich beratend tätig beim Aufbau der DDP-Parteizentrale in der Kurfürstenstraße 107. Bis zum Juli 1919 war alles provisorisch, es gab kaum feste Strukturen außerhalb der Parlamentsfraktionen. Gemeinsam mit dem ebenfalls erfahrenen Funktionär der früheren Fortschrittlichen Volkspartei, Reinhold Issberner, spielte Kalkoff eine zentrale Rolle bei der Organisationsgestaltung – zunächst rein informell. Erst am 12. Februar 1920 wurde er in den Vorstand hinzugewählt.
Aufgrund seiner Vorerfahrung bei den Parteifinanzen und enger Kontakte zu Industriekreisen und Spitzengremien der Berufs- und Wirtschaftsverbände nahm sich Kalkoff der DDP-Finanzfragen an. Er arbeitete eng mit dem Bankier Hermann Fischer zusammen, der 1919 DDP-Schatzmeister und ab 1921 bis 1929 zusammen mit dem rivalisierenden Anton Erkelenz auch Vorsitzender des Vorstands wurde. Kalkoff arbeitete mit beiden eng zusammen. Fischer, wie Kalkoff klar dem Wirtschaftsflügel zugeordnet, saß in vielen Aufsichtsräten und besaß gute Kontakte zu Banken und Industrie. So wurde er zur Schlüsselfigur der Parteifinanzen. Als Fischers Stellvertreter nahm Kalkoff an den Sitzungen des Parteivorstands und des Organisationsausschusses meist teil, überließ das Reden in Finanz- und Medienfragen aber fast immer Fischer – so zeigen es die Protokolle. Das Verhältnis war gleichwohl eng. Kalkoff und Fischer wurden auch Unternehmenspartner.

### Demokratischer Verlag und Verlag Neuer Staat
Kalkoff sah seine Expertise eher im Verlagsgeschäft und engagierte sich daher dauerhaft stärker im Bereich der DDP-nahen Publizistik. Er reagierte auf die Parteigründung und die anstehenden Wahlen sofort, indem er in seinem Verlagshaus den Demokratischen Verlag als Sparte einrichtete. Dafür änderte er im Dezember 1918 im Handelsregister die „Schriftenvertriebsstelle der Nationalliberalen Partei Hermann Kalkoff“ in die Firma „Demokratischer Verlag Hermann Kalkoff“.
Der Demokratische Verlag begann sofort, also noch 1918, mit der Produktion von Schriften für den kurzen Wahlkampf zur für den 19. Januar 1919 angesetzten Wahl der Weimarer Nationalversammlung.
Ab 14. Dezember 1919 erschien die erste Zeitschrift der Partei, die Wochenzeitschrift Das demokratische Deutschland. Überraschend zog der Verleger Kalkoff nicht die Initiative an sich, sondern überließ es der Berliner Verlagsbuchhandlung Boll & Pickhardt. Dort blieb die Zeitschrift jedoch nur bis zum Juni 1919. Das junge Blatt hing in der Luft. Kalkoff sprang als Herausgeber und Verleger ein. Sein Ko-Herausgeber wurde der Universitätsprofessor Ludwig Bergsträsser, der die Schriftleitung übernahm. Der Titel erschien nun im Demokratischen Verlag. Kalkoff betreute eine Rubrik „für die vielfach erörterten und noch nicht ganz geklärten Fragen der Organisation und Agitation der Deutschen Demokratischen Partei“.
Kalkoff schied im Dezember 1920 aus dem Herausgebergremium aus; er wurde ersetzt durch den DDP-Politiker Johann Heinrich Graf von Bernstorff. Im Juli 1921 gab Kalkoff – wohl auf Betreiben des Ko-Herausgeber Franz Peter Stubmann – den Verlag der Zeitschrift an den Hamburger Phönix-Verlag (später Frei-Werk-Verlag).
1924 wandelte Kalkoff den DV um in den Verlag Neuer Staat. Dieser setzte zwar das Schriftenprogramm fort, erhielt aber völlig neue Zwecke. Kalkoff stellte den DDP-Medienpolitikern Anton Erkelenz und Richard Frankfurter die Firmenhülle zur Verfügung, um mit Hilfe der Verlagshäuser Mosse, Ullstein und Frankfurter Societät einen Unterstützungs- und Beteiligungsfonds für in Schwierigkeiten geratene DDP-nahe Zeitungsverlage zu errichten und DDP-nahe Presseagenturen zu unterhalten. Kalkoff wirkte hier nur noch im Hintergrund.

### Zeitfragen-Verlag
1919 reaktivierte Kalkoff den bereits 1916 gegründeten Verlagsarm Zeitfragen-Verlag in dem bis zum Ende der Weimarer Republik volkswirtschaftliche, wirtschafts- und sozialpolitische Titel erschienen. Besonders intensiv wurde der Verlag 1919 im Zuge der Debatten um die Sozialisierung von Privatunternehmen genutzt. Die Schriftenreihe „Deutschlands Wiederaufbau“ enthielt vor allem Hefte von etwa 10–20 Seiten Umfang, die sich kritisch gegen radikale Vorschläge der Sozialdemokratie und Sozialisten wandten, aber durchaus reformorientiert auftraten.
Zu den Autoren gehörten Theodor Benning, Richard Calwer, Wienand Engel, Anton Erkelenz, Karl Helfferich, Balthasar Hofmann, Friedrich Lembke, Bruno Marwitz, Andreas Meisner, Leonore Niessen-Deiters, Erich Ronneburger, Julius Schiller sowie Hermann Dietrich, der nach einem Jahr als Reichsminister für Ernährung und Landwirtschaft im Kabinett Müller II seine Bilanz Ein Jahr Agrarpolitik 1929 in Buchform vorlegte. (Titelliste siehe unten)

### Reichsverlag
Kalkoff führte parallel den alten Reichsverlag weiter. Er erhielt im Vergleich zum Kaiserreich ein völlig neues politisches Profil. Hier erschienen nun republikfreundliche, staatsbürgerliche und reformorientiert volkswirtschaftliche Titel, oft von DDP-Politikern. Auch praktisch orientierte Verfassungs- und Gesetzeskommentare sowie Hand- und Rategeberbücher wurden verkauft. Zum frühen Programm gehörte etwa ein volkstümliches Handbuch zur Weimarer Reichsverfassung von Bruno Ablaß, an dem auch Hans Gustav Erdmannsdörffer mitwirkte. Der Wahlrechtsexperte Erdmannsdörffer selbst veröffentlichte einen Vorschlag für ein gemischtes Wahlsystem, eine erste Bilanz der Weimarer Nationalversammlung und ersten Reichsregierung 1919 sowie eine Einführung zum Reichstags-Wahlrecht 1920.
Der Vorsitzende des DDP-Parteivorstand und Führer des DDP-Arbeitnehmerflügels Anton Erkelenz und der Arbeitsrechtler und Gewerkschafter Curt Eichelbaum publizierten hier 1920 einen Leitfaden für das neue Betriebsrätegesetz.
Zu den Wahlen 1919 und 1921 präsentierte der Verlag graphisch aufwendige vollfarbige Plakate im Format 2 A0 in der Reihe Hermann Kalkoff's historischer Wahlatlas der deutschen Parlamente, die die Parteiwahlergebnisse nach Wahlkreisen zeigten und mit einem Wahlappell verbanden.
Noch während der Verhandlungen zum Versailler Friedensvertrag und den Diskussionen um deutsche Kriegsschuld, Völkerrechtsbrüche und Kriegsverbrechen stellte Kalkoff im April 1919 eine umfassende Dokumentation Wie war´s? Ein Nachschlagbuch über die Streitfragen des Weltkriegs zusammen, in denen er versuchte, Vorwürfe gegen Deutschland zu entkräften oder als Propaganda zu entlarven.
Im Auftrag des Preußischen Ministeriums für Handel und Gewerbe, Grubensicherheitsamt, verlegte der Reichsverlag von 1926 bis 1933 Grubensicherheit – Zeitschrift für die Aufklärung über die Unfallgefahren des Bergbaues und ihre Bekämpfung. Als jährliches Werk legte der Reichsverlag von 1928 bis 1933 den Kalender Deutscher Bergbau-Kalender auf, der u. a. über die Zeitschrift Grubensicherheit vermarktet wurde, eine geschickte Spin-off-Nutzung des Staatsauftrags.
Im Auftrag des Ministeriums erschien 1929 im Reichsverlag eine offizielle Jubiläumsschrift zum 50-jährigen Bestehen des Ministeriums. Die Aufträge erhielt Kalkoff während der Amtszeit des DDP-Politikers Walther Schreiber.

### Antiqua Verlag
Er gründete 1924 die Antiqua Verlagsgesellschaft Hermann Kalkoff mbH. In diesem Verlag, der bis 1938 bestand, erschien nur ein einziges Buch, das Nachschlagewerk Handbuch des Kunstmarktes. Kunstadressbuch für das Deutsche Reich, Danzig und Deutsch-Österreich, zu dem der Kunstkritiker Max Osborn von der Vossischen Zeitung ein Geleitwort beisteuerte. Mit rund 40.000 Namen und zahlreichen Rubriken, Berufs- und Kunstsparten war es sehr umfassend und innovativ und bis heute wichtige historische Quelle und Referenz für Kulturwissenschaft und Kunsthistoriker.

### Beteiligungen im Umkreis der staatlichen Medienholding Konkordia
Kalkoff gehörte zu einem Kreis von DDP-Politikern und Medienmanagern, die teilweise im Staatsauftrag Beteiligungen an wirtschaftlich und politisch schwankenden Pressebetrieben einfädelten oder selbst übernahmen. Maßgebliche Akteure waren Kalkoffs Geschäftspartner, der DDP-Reichstagsabgeordnete und frühere badische Staatsminister Hermann Dietrich aus Karlsruhe sowie der DDP-Schatzmeister und Parteivorstand, Bankier Hermann Fischer.
Sein bekanntes Label Reichsverlag diente als Anker, als es am 5. Dezember 1922 zur Gründung der Reichsverlag Aktiengesellschaft für Druck und Verlag, Voßstraße 18, Berlin, mit zwei Millionen Mark Grundkapital kam. Als Zweck wurde „der Verlag von Druckschriften jeder Art innerhalb des ganzen Deutschen Reichsgebiets“ angegeben, jedoch auch – und das war eigentlich der Kern – der Erwerb von und Beteiligung an ähnlichen Unternehmen sowie an Interessengemeinschaften. Im Aufsichtsrat saßen die drei DDP-Politiker Dietrich, Fischer und der Hamburger Senator Franz Peter Stubmann, mit dem Kalkoff bereits im Herausgeberkreis der Zeitschrift Das demokratische Deutschland gewirkt hatte. Den Vorstand bildeten Kalkoff und der Düsseldorfer Verleger und Werbeunternehmer Emil Beeck. Die Direktoren waren Kalkoff, Beeck, Hermanns Bruder Otto Kalkoff, Berlin; Viktor Erpf und Siegbert Bloch.
Dietrich war maßgeblicher Lenker und parlamentarischer Kontrolleur der verdeckt mit öffentlichen Mitteln gegründete Berliner Medienholding Konkordia Literarische Anstalt GmbH. Gemeinsam mit Hermann Fischer war Kalkoff „wiederholt in Geschäfte der Konkordia involviert“. Im Auftrag des Reiches und des Staates Preußen und mit Hilfe öffentlicher Gelder engagierte sie sich zunächst vor allem in den durch den Versailler Vertrag abgetrennten Gebieten durch verdeckte Staatsbeteiligungen an nun auslandsdeutschen Zeitungs-, Druck- und Vertriebsunternehmen. Geleitet von Max Winkler, knüpfte sie durch Darlehen, Zuschüsse, Treuhänder und Untergesellschaften ein unsichtbares Netz. Die Konkordia wurde bald auch im Inland aktiv und bezog Kalkoff ein.
Gemeinsam mit Hermann Fischer stellte sich Kalkoff als Treuhänder und Bevollmächtigter zur Verfügung, als Konkordia im Herbst 1925 für 740.000 Reichsmark 64,1 Prozent der Anteile am Kölner Tageblatt erwarb. 1926 wurde Kalkoff als Aufsichtsrat der Kölner Verlagsanstalt und Druckerei AG entsandt.
Kalkoff war zudem gemeinsam mit Emil Beeck Ko-Vorstand der Verlags-Aktien-Gesellschaft (Verla AG) in Düsseldorf und Ko-Geschäftsführer der Verla Verlag und Reklame GmbH in Düsseldorf. Aufsichtsräte der Verla-AG waren zunächst die DDP-Politiker Hermann Fischer, Leon Zeitlin und Peter Stubmann; 1927 wurden sie durch Kalkoff und zwei weitere Verleger ersetzt.
Kalkoff wurde 1924/25 von Hermann Dietrich und dem bayerischen DDP-Politiker Pius Dirr einbezogen, als DDP-Kreise die Allgemeine Zeitung ( AZ am Morgen, AZ am Abend) in München von einer Wochen- wieder zu einer Tageszeitung umwandeln und als liberale und reichstreue Stimme in der rechtslastigen bayerischen Presselandschaft etablieren wollten.
Kalkoff wurde 1931/32 Gesellschafter und Direktor der General-Anzeiger Verlagsgesellschaft mbH in Osterode (heute Ostróda) in Ostpreußen, die den General-Anzeiger für das südliche Ost- und Westpreußen herausgab. Diese Zeitung wurde im Auftrag des preußischen Ministerpräsidenten von Roland Buschmann, der vom Kölner Tageblatt ausgeliehen wurde, gegründet, um eine republik- und landesregierungsfreundliche Stimme gegen die deutschnationale Osteroder Zeitung zu setzen.

### Beteiligungen in der Werbewirtschaft
Er war zeitweise Vorstand oder Geschäftsführer von Unternehmen der Werbebranche, um als Treuhänder oder Strohmann seinen Bruder Otto Kalkoff zu unterstützen, der tatsächlich die Betriebe leitete. Schon 1915 war Hermann Kalkoff als Geschäftsführer bei der von Otto gegründeten Berliner Werbeagentur Verkehrs-Propaganda-Gesellschaft mbH erst der Gründer, dann dessen Ersatzmann Soldat wurde. Er blieb bis 1921 einstweiliger Geschäftsführer.
Von erheblicher Bedeutung wurde sein Posten als Vorstand der Aktiengesellschaft für Reklame, einer Firma für städtische Außen- und Verkehrsmittelwerbung, in der Voßstraße 18; im selben Haus sollte weniger Monate später die Reichsverlag Aktiengesellschaft für Druck und Verlag ihren Sitz beziehen. Im Mai 1928 wurde die Fachzeitschrift Seidels Reklame (später: Werben und Verkaufen) durch die dafür gegründete Seidels Reklame Verlagsgesellschaft mbH erworben; erst im September 1930 löste Otto Kalkoff seinen Bruder Hermann als Geschäftsführer ab.
Er war zeitweise Geschäftsführer der B. T. B. Branchen Telefon Adreßbuch GmbH (bis 1927) und 1924 der H. W. G. Hastrag Werbegesellschaft mbH / Haltestellen Reklamegesellschaft mbH in Berlin, die an Omnibus- und Straßenbahn-Haltestellen städtische Konzessionen für Verkehrswerbung erwarb.

## Nach 1933
Obwohl mehrere seiner Verlagsunternehmen weiter existierten, war Kalkoff in der Zeit des Nationalsozialismus offenbar nicht mehr aktiv publizistisch tätig. Die Gründe dafür sind nicht bekannt, ebenso wie die Umstände seines Todes mit nur 61 Jahren im Oktober 1938.
Laut Buchhändler-Verzeichnis waren in seinem Todesjahre seine Firmen Reichsverlag, Zeitfragen-Verlag und Antiqua-Verlag noch (formal) tätig, wobei ihre Geschäftsadressen (Einemstraße 7, Berlin W62) identisch sind mit der Geschäftsadresse des Zeitschriftenverlags seines Bruders Otto.

## Verlagsorte
Kalkoff zog mit seinen Verlagen, die über keine hauseigene Druckerei verfügten und darum mobil waren, immer wieder um. Teilweise wurden mehrere Büro- und Rechtssitzadressen angegeben. Würffels Lexikon deutscher Verlage von A–Z  (2000) listet Kalkoffs Verlagsadressen wie folgt auf:
- 1907–14: Buchhandlung der Nationalliberalen Partei GmbH: Sitz in Berlin W9, Schellingstraße 9
- 1914–1917 Reichsverlag: Berlin W35, Lützowstraße 89–90
- 1917–1921: Berlin–Zehlendorf, Grunewald-Allee 3
- 1921–1923: Biesenthal (Landkreis Barnim)
- 1923–1925: Berlin W9, Voßstraße 18
- 1925–1926: Berlin W8, Taubenstraße 44
- 1926–1928: Berlin W30, Speyerer Straße 15–16
- 1928–1929: Berlin SW6a, Planufer 18
- 1929–1930: Berlin W35, Magdeburger Straße 34
- 1930–1934: Berlin–Tiergarten, Schleswiger Ufer 12
- 1934–1935: Berlin W9, Köthener Straße 28
- 1935–1938: Berlin W62, Einemstraße

## Ehrungen und Auszeichnungen
Im März 1918 erhielt Kalkoff das Preußische Verdienstkreuz für Kriegshilfe, eine zivile Auszeichnung.

## Werke (Auswahl)
- Die Kalkoffs. Privatdruck (23 S.), Berlin : Imberg & Lesson 1918 [Private Familiengeschichte]
- (Hrsg.) Die nationalliberale Fraktion des Deutschen Reichstages 1867–1909. Reichsverlag Hermann Kalkoff, Berlin 1909
- (Hrsg.) Die nationalliberale Fraktion des Preußischen Abgeordnetenhauses 1867–1913. Reichsverlag Hermann Kalkoff, Berlin 1913
- (Hrsg.) Die nationalliberale Parteiliteratur 1906 bis 1916. Schriftenvertriebsstelle der Nationalliberalen Partei Deutschland, Berlin
- (Hrsg.) Nationalliberale Parlamentarier 1867–1917 des Reichstages und der Einzellandtage : Beiträge zur Parteigeschichte Herausgegeben aus Anlaß des fünfzigjährigen Bestehens der nationalliberalen Partei Deutschlands von Generalsekretär Hermann Kalkoff. Schriftenvertriebsstelle der Nationalliberalen Partei Deutschlands, Berlin 1917 Digitalisat
- (Hrsg.) Historischer Wahlatlas der deutschen Parlamente : Das preußische Abgeordnetenhaus 1866–1918. Reichsverlag Hermann Kalkoff, Berlin-Zehlendorf Berlin 1918
- (Hrsg.) Historischer Wahlatlas der deutschen Parlamente : Die Wahlen zur Nationalversammlung 1919 unter Berücksichtigung der Reichstagswahlen seit 1871. Reichsverlag Hermann Kalkoff, Berlin-Zehlendorf Berlin 1918
- (Hrsg.) Garde-Feld-Post. Auslese 1914/17. [Aufsätze aus einer Soldatenzeitung] Reichsverlag Hermann Kalkoff, Berlin-Zehlendorf Berlin 1917 Digitalisat
- (Hrsg.) Wie war's? Ein Nachschlagebuch über die Streitfragen des Weltkrieges. Reichsverlag Hermann Kalkoff, Berlin-Zehlendorf Berlin 1919 Digitalisat
- (Hrsg.) Das Werk von Weimar : Nationalversammlung und Reichsregierung am Wiederaufbau Deutschlands. Reichsverlag Hermann Kalkoff, Berlin-Zehlendorf 1919

## Verlagsprogramm (Auswahl)
Buchtitel im Zeitfragen-Verlag
- Theodor Benning. Das Baugewerbe in der neuen Wirtschaft. Zeitfragen-Verlag Hermann Kalkoff, Berlin-Zehlendorf-West 1921.
- Richard Calwer. Gebundene Planwirtschaft? Eine Antwort auf die Denkschrift des Reichswirtschafts-Ministeriums. Zeitfragen-Verlag Hermann Kalkoff, Berlin-Zehlendorf-West 1919.
- Richard Calwer. Produktionspolitik. Zum Wiederaufbau der deutschen Wirtschaft. Zeitfragen-Verlag Hermann Kalkoff, Berlin-Zehlendorf-West 1919.  Digitalisat
- Hermann Dietrich. Ein Jahr Agrar-Politik. Zeitfragen-Verlag Hermann Kalkoff, Berlin 1929
- Wienand Engel. Stoff und Geist (Priester und Sozialismus). Zeitfragen-Verlag Hermann Kalkoff, Berlin 1920
- Anton Erkelenz. Die Sozialisierung : ein Zukunftsprogramm für die Industriearbeiter. Zeitfragen-Verlag Hermann Kalkoff, Berlin 1919
- Otto Hecke. Die Beamten und die Sozialisierung. Zeitfragen-Verlag Hermann Kalkoff, Berlin 1919
- Karl Helfferich. Die Friedensbemühungen im Weltkrieg. Vortrag gehalten in der Deutschen Gesellschaft 1914 am 1. September 1919. Zeitfragen-Verlag Hermann Kalkoff, Berlin-Zehlendorf-West 1919 Digitalisat
- Balthasar Hofmann. Das deutsche Bildungswesen und der Sozialismus. Hermann Kalkoff, Berlin-Zehlendorf-West 1919
- Friedrich Lembke. Sozialismus und Wohlfahrtspflege in der ländlichen Gemeinde. Zeitfragen-Verlag Hermann Kalkoff, Berlin-Zehlendorf-West 1919
- Bruno Marwitz. Die Sozialisierung und die Rechtsanwaltschaft. Zeitfragen-Verlag Hermann Kalkoff, Berlin-Zehlendorf-West 1919
- Andreas Meisner. Das Problem der handelspolitischen Neuordnung Mitteleuropas : ein Vorschlag zur Lösung. Zeitfragen-Verlag Hermann Kalkoff, Berlin-Zehlendorf-West 1930.
- Walther Müller-Schöll. Schleicher, Deutschlands Schicksal? Zeitfragen-Verlag Hermann Kalkoff, Berlin 1933
- Leonore Niessen-Deiters. Die Frauen und die Vergesellschaftung. Zeitfragen-Verlag Hermann Kalkoff, Berlin-Zehlendorf-West 1919.
- Erich Ronneburger. Die Sozialisierung und der Oberlehrerstand. Zeitfragen-Verlag Hermann Kalkoff, Berlin 1919
- Julius Schiller. Die evangelischen Geistlichen und die neue Lage. Zeitfragen-Verlag Hermann Kalkoff, Berlin 1919